# Michael Rosenberg
Michael Rosenberg (ur. 7 marca 1954 w Nowym Jorku) – brytyjski (do roku 1990) i amerykański brydżysta, World Grand Master (WBF).

## Wyniki brydżowe

### Olimpiady
Na olimpiadach uzyskał następujące rezultaty:
| Olimpiady Brydżowe. Zawody teamów | Olimpiady Brydżowe. Zawody teamów | Olimpiady Brydżowe. Zawody teamów | Olimpiady Brydżowe. Zawody teamów | Olimpiady Brydżowe. Zawody teamów | Olimpiady Brydżowe. Zawody teamów |
| Rok                               | Miejsce                           | Zawody                            | Kategoria                         | Drużyna                           | Pozycja                           |
| --------------------------------- | --------------------------------- | --------------------------------- | --------------------------------- | --------------------------------- | --------------------------------- |
| 2004                              | Stambuł                           | 12. Olimpiada Teamów              | Open                              | USA                               | 9                                 |
| 1992                              | Salsomaggiore                     | 9 Olimpiada Teamów                | Open                              | USA                               | 2                                 |

### Zawody światowe
W światowych zawodach zdobył następujące lokaty:
| Mistrzostwa Świata. Konkurencja teamów | Mistrzostwa Świata. Konkurencja teamów | Mistrzostwa Świata. Konkurencja teamów | Mistrzostwa Świata. Konkurencja teamów | Mistrzostwa Świata. Konkurencja teamów | Mistrzostwa Świata. Konkurencja teamów |
| Rok                                    | Miejsce                                | Zawody                                 | Kategoria                              | Drużyna                                | Pozycja                                |
| -------------------------------------- | -------------------------------------- | -------------------------------------- | -------------------------------------- | -------------------------------------- | -------------------------------------- |
| 2014                                   | Sanya                                  | 14. Seria Mistrzostw Świata            | Open                                   | Fleisher                               | 5                                      |
| 2013                                   | Nusa Dua                               | 41. Mistrzostwa Świata Teamów          | Open                                   | USA 2                                  | 9                                      |
| 2013                                   | Nusa Dua                               | 41. Mistrzostwa Świata Teamów          | Trans                                  | Fleisher                               | 5                                      |
| 2011                                   | Pekin                                  | SportAccord World Mind Games           | Mężczyźni                              | United States                          | 2                                      |
| 2011                                   | Veldhoven                              | 40. Mistrzostwa Świata Teamów          | Trans                                  | Gordon                                 | 4                                      |
| 2010                                   | Filadelfia                             | 13 Seria Mistrzostw Świata             | Open                                   | Wolfson                                | 4                                      |
| 2009                                   | São Paulo                              | 39. Mistrzostwa Świata Teamów          | Trans                                  | Joel                                   | 43                                     |
| 2007                                   | Szanghaj                               | 38 Mistrzostwa Świata Teamów           | Open                                   | USA 1                                  | 2                                      |
| 2006                                   | Werona                                 | 12 Mistrzostwa Świata                  | Open                                   | Jacobs                                 | 33                                     |
| 2002                                   | Montreal                               | 11 Mistrzostwa Świata                  | Open                                   | Schwartz                               | 5                                      |
| 2001                                   | Paryż                                  | 35. Mistrzostwa Świata Teamów          | Trans                                  | Chang                                  | 9                                      |
| 2000                                   | Southampton                            | 34 Mistrzostwa Świata Teamów           | Open                                   | USA 2                                  | 3                                      |
| 1998                                   | Lille                                  | 10 Mistrzostwa Świata                  | Open                                   | Wolfson                                | 81                                     |
| 1997                                   | Hammamet                               | 33 Mistrzostwa Świata Teamów           | Open                                   | USA 1                                  | 4                                      |
| 1994                                   | Albuquerque                            | 9 Mistrzostwa Świata                   | Open                                   | Deutsch                                | 1                                      |
| 1982                                   | Biarritz                               | 6 Mistrzostwa Świata                   | Open                                   | Becker                                 | 10                                     |

| Mistrzostwa Świata. Konkurencja par | Mistrzostwa Świata. Konkurencja par | Mistrzostwa Świata. Konkurencja par | Mistrzostwa Świata. Konkurencja par | Mistrzostwa Świata. Konkurencja par | Mistrzostwa Świata. Konkurencja par |
| Rok                                 | Miejsce                             | Zawody                              | Kategoria                           | Partner                             | Pozycja                             |
| ----------------------------------- | ----------------------------------- | ----------------------------------- | ----------------------------------- | ----------------------------------- | ----------------------------------- |
| 2011                                | Pekin                               | SportAccord World Mind Games        | Mężczyźni                           | Chris Willenken                     | 4                                   |
| 2010                                | Filadelfia                          | 13 Mistrzostwa Świata               | Open                                | Warren Spector                      | 69                                  |
| 2010                                | Filadelfia                          | 13 Mistrzostwa Świata               | Miksty                              | Geeske Joel                         | 60                                  |
| 2006                                | Werona                              | 12. Mistrzostwa Świata              | Open                                | Ralph Katz                          | 21                                  |
| 2006                                | Werona                              | 12 Mistrzostwa Świata               | Miksty                              | Hansa Narasimhan                    | 131                                 |
| 1998                                | Lille                               | 10 Mistrzostwa Świata               | Open                                | Sue Weinstein                       | 24                                  |
| 1998                                | Lille                               | 10 Mistrzostwa Świata               | Miksty                              | Karen McCallum                      | 61                                  |
| 1994                                | Albuquerque                         | 9 Mistrzostwa Świata                | Open                                | Bob Hamman                          | 2                                   |

| Mistrzostwa Świata. Konkurencja indywidualna | Mistrzostwa Świata. Konkurencja indywidualna | Mistrzostwa Świata. Konkurencja indywidualna | Mistrzostwa Świata. Konkurencja indywidualna | Mistrzostwa Świata. Konkurencja indywidualna | Mistrzostwa Świata. Konkurencja indywidualna |
| Rok                                          | Miejsce                                      | Zawody                                       | Kategoria                                    | Pozycja                                      |                                              |
| -------------------------------------------- | -------------------------------------------- | -------------------------------------------- | -------------------------------------------- | -------------------------------------------- | -------------------------------------------- |
| 2011                                         | Pekin                                        | SportAccord World Mind Games                 | Mężczyźni                                    | 6                                            |                                              |

### Zawody europejskie
W europejskich zawodach zdobył następujące lokaty:
| Zawody europejskie. Konkurencja teamów | Zawody europejskie. Konkurencja teamów | Zawody europejskie. Konkurencja teamów   | Zawody europejskie. Konkurencja teamów | Zawody europejskie. Konkurencja teamów | Zawody europejskie. Konkurencja teamów |
| Rok                                    | Miejsce                                | Zawody                                   | Kategoria                              | Drużyna                                | Pozycja                                |
| -------------------------------------- | -------------------------------------- | ---------------------------------------- | -------------------------------------- | -------------------------------------- | -------------------------------------- |
| 2013                                   | Ostenda                                | 6. Otwarte Mistrzostwa Europy            | Open                                   | Apollosoyuz                            | 5                                      |
| 2005                                   | Teneryfa                               | 2. Otwarte Mistrzostwa Europy            | Miksty                                 | Welland                                | 17                                     |
| 2005                                   | Teneryfa                               | 2. Otwarte Mistrzostwa Europy            | Open                                   | Welland                                | 17                                     |
| 2003                                   | Mentona                                | 1. Otwarte Mistrzostwa Europy            | Open                                   | Welland                                | 9                                      |
| 1978                                   | Stirling                               | 6. Młodzieżowe Mistrzostwa Europy Teamów | Juniorzy                               | Great Britain                          | 1                                      |

| Zawody europejskie. Konkurencja par | Zawody europejskie. Konkurencja par | Zawody europejskie. Konkurencja par | Zawody europejskie. Konkurencja par | Zawody europejskie. Konkurencja par | Zawody europejskie. Konkurencja par |
| Rok                                 | Miejsce                             | Zawody                              | Kategoria                           | Partner                             | Pozycja                             |
| ----------------------------------- | ----------------------------------- | ----------------------------------- | ----------------------------------- | ----------------------------------- | ----------------------------------- |
| 2005                                | Teneryfa                            | 2. Otwarte Mistrzostwa Europy       | Open                                | Debbie Rosenberg                    | 43                                  |
| 2005                                | Teneryfa                            | 2. Otwarte Mistrzostwa Europy       | Mikst                               | Debbie Rosenberg                    | 3                                   |

## Klasyfikacja
- Michael Rosenberg – klasyfikacja WBF (ang.)